# Mazda CX-9

Mazda CX-9 är en bilmodell från Mazda. Den är en SUV-betonad form av Mazda9.